# District d'Ōshima (Yamaguchi)
Ne doit pas être confondu avec le district d'Ōshima dans la préfecture de Kagoshima.
Le district d'Ōshima (大島郡, Ōshima-gun) est un district de la préfecture de Yamaguchi au Japon.
Au 1er avril 2014, sa population était de 18 334 habitants pour une superficie de 138,17 km2.

## Commune du district
- Suō-Ōshima